# Tratado de Assunção
O Tratado de Assunção é um tratado assinado em 26 de março de 1991, entre a Argentina, Brasil, Paraguai e Uruguai, com o intuito de criar um mercado comum entre os países signatários. Trata-se do tratado constitutivo do Mercado Comum do Sul (Mercosul). Foi emendado por uma série de protocolos, dentre os quais se destaca o Protocolo de Ouro Preto, de 1994, para reconhecimento jurídico internacional do Mercosul como sujeito do direito internacional.
Aos quatro signatários originais do tratado se juntaram a Venezuela (cuja adesão entrou em vigor em 2016) e a Bolívia, que se tornou um estado-membro em 2024.

## Antecedentes
Os antecedentes de uma integração latina remontam ao pan-americanismo preconizado por Simón Bolívar no século XIX, com o objetivo de integração da América espanhola. De lá para cá, houve vários tipos de organizações e tratados a fim da integração econômica e social da América do Sul. Em 25 de fevereiro de 1948 foi criada a Comissão Econômica para a América Latina (CEPAL) com o objetivo de elaborar estudos visando à integração dos países e a ampliação dos mercados nacionais para o desenvolvimento industrial. Em 1960 foi criada a Associação Latino-Americana de Livre Comércio (ALALC) com o mesmo objetivo de integração regional, mas durante toda a década de 1970, a ALALC não havia conseguido um mercado comum entre os países, os países da América do Sul não conseguiam competir no mercado internacional e a crise de integração se agravou devido a crise do petróleo. Em 1969 foi criado o Pacto Andino com a finalidade de integração entre os países: Bolívia, Colômbia, Equador, Peru e Venezuela, o Chile e o Panamá participam como observadores. Em 1980 foi criada a Associação Latino-Americana de Integração (ALADI) para a integração econômica entre Argentina, Brasil, Bolívia, Chile, Colômbia, Equador, México, Paraguai, Peru, Uruguai e Venezuela.[carece de fontes?]
Em 6 de julho de 1990, o presidente do Brasil, Fernando Collor, e o da Argentina, Carlos Menem, assinaram a Ata de Buenos Aires. visando à total integração alfandegária entre os dois países. Foi decidido que todas as medidas para a construção da união aduaneira deveriam ser concluídas até 31 de dezembro de 1994. Para assegurar o cumprimento dos prazos, foi criado o Grupo de Trabalho Binacional, órgão que teve como responsabilidade definir métodos para a criação do mercado comum entre as duas nações. Em setembro, os governos de Paraguai e Uruguai demonstraram forte interesse no processo de integração regional, levando à plena percepção dos signatários que um tratado mais abrangente era necessário. Finalmente, em 1991, foi assinado o Tratado de Assunção, com as participações do Uruguai e Paraguai, para a constituição do Mercosul.
| Assinado Em vigor Documento | 1980 Tratado de Montevidéu                        | 1985 (mai.) CAUCE II | 1985 (nov.) Declaração de Iguaçu | 1986 (jul.) Ata de Buenos Aires                      | 1986 (ago.) PEC II                                   | 1986 (dez.) Ata da Amizade                           | 1988 (abr.) Ata da Alvorada                          | 1988 (nov.) 1989 Tratado de Integração, Cooperação e Desenvolvimento | 1990 (jul.) Ata de Buenos Aires                      | 1990 (dez.) ACE 14                                   | 1991 Tratado de Assunção e ACE 18 | 1991 Tratado de Assunção e ACE 18 | 1991 Tratado de Assunção e ACE 18 |
|                             | Associação Latino-Americana de Integração (ALADI) |                      |                                  |                                                      |                                                      |                                                      |                                                      |                                                                      |                                                      |                                                      |                                   |                                   |                                   |
|                             |                                                   |                      | bilateralismo Argentina-Brasil   | Programa de Integração e Cooperação Econômica (PICE) | Programa de Integração e Cooperação Econômica (PICE) | Programa de Integração e Cooperação Econômica (PICE) | Programa de Integração e Cooperação Econômica (PICE) | Programa de Integração e Cooperação Econômica (PICE)                 | Programa de Integração e Cooperação Econômica (PICE) | Programa de Integração e Cooperação Econômica (PICE) | Mercado Comum do Sul (Mercosul)   |                                   |                                   |
|                             | bilateralismo Argentina-Uruguai                   |                      |                                  |                                                      |                                                      |                                                      |                                                      |                                                                      |                                                      |                                                      | Mercado Comum do Sul (Mercosul)   |                                   |                                   |
|                             |                                                   |                      | bilateralismo Brasil-Uruguai     |                                                      |                                                      |                                                      |                                                      |                                                                      |                                                      |                                                      | Mercado Comum do Sul (Mercosul)   |                                   |                                   |
|                             |                                                   |                      |                                  |                                                      |                                                      |                                                      |                                                      |                                                                      |                                                      |                                                      |                                   |                                   |                                   |

## Conteúdo
O Tratado de Assunção definiu logo em seu primeiro artigo o que é o Mercosul:

Artigo 1º:
Os Estados Partes decidem constituir um Mercado Comum, que deverá estar estabelecido a 31 de dezembro de 1994, e que se denominará "Mercado Comum do Sul" (MERCOSUL). Este Mercado Comum implica:
A livre circulação de bens serviços e fatores produtivos entre os países, através, entre outros, da eliminação dos direitos alfandegários restrições não tarifárias à circulação de mercado de qualquer outra medida de efeito equivalente;
O estabelecimento de uma tarifa externa comum e a adoção de uma política comercial comum em relação a terceiros Estados ou agrupamentos de Estados e a coordenação de posições em foros econômico-comerciais regionais e internacionais;
A coordenação de políticas macroeconômicas e setoriais entre os Estados Partes - de comércio exterior, agrícola, industrial, fiscal, monetária, cambial e de capitais, de serviços, alfandegária, de transportes e comunicações e outras que se acordem -, a fim de assegurar condições adequadas de concorrência entre os Estados Partes; e
O compromisso dos Estados Partes de harmonizar suas legislações, nas áreas pertinentes, para lograr o fortalecimento do processo de integração.
A redução de tarifas alfandegárias foi tratada no artigo quinto.

Artigo 5º:
a) Um Programa de Liberação Comercial, que consistirá em redução tarifárias progressivas, lineares e automáticas, acompanhadas das eliminação de restrições não tarifárias ou medidas de efeito equivalente, assim como de outras restrições ao comércio entre os Estados Partes, para chegar a 31 de dezembro de 1994 com tarifa zero, sem barreiras não tarifárias sobre a totalidade do universo tarifário (Anexo I);
Baseado na Ata de Buenos Aires, o Tratado de Assunção definiu regras e condições para criação de uma zona de livre-comércio entre seus quatro signatários. Da mesma forma, ficou decidido que todas as medidas para a construção do mercado comum deveriam ser concluídas até 31 de dezembro de 1994. As principais implicações desta zona de livre-comércio são:
- A livre circulação de bens, serviços e fatores produtivos entre os países, através da eliminação dos direitos alfandegários e restrições não tarifárias à circulação de mercadorias e de qualquer outra medida de mesmo efeito, com o estabelecimento de uma tarifa externa comum e a adoção de uma política comercial comum em relação a terceiros países ou blocos econômicos;
- Produtos originários do território de um país signatário terão, em outro país signatário, o mesmo tratamento aplicado aos produtos de origem nacional;
- A coordenação de políticas de comércio exterior, agrícola, industrial, fiscal, monetária, cambial e de capitais, de outras que se acordem, a fim de assegurar condições adequadas de concorrência entre os membros, com o compromisso destes países em harmonizar suas legislações, especialmente em áreas de importância geral, para lograr o fortalecimento do processo de integração;
- Nas relações com países não signatários, os membros do bloco assegurarão condições equitativas de comércio. Desta maneira, aplicarão suas legislações nacionais para inibir importações cujos preços estejam influenciados por subsídios, dumping ou qualquer outra prática desleal. Paralelamente, os países do bloco coordenarão suas respectivas políticas nacionais com o objetivo de elaborar normas comuns sobre a concorrência comercial.[10][11]

Foi definido que durante o período de transição, os países signatários adotassem um regime geral de origem, um sistema para solucionar controvérsias e cláusulas de salvaguarda. Para assegurar a ordem e o cumprimento dos prazos, foram criados dois órgão institucionais:
- Grupo Mercado Comum; Órgão formado por quatro membros titulares e quatro membros alternos de cada país, oriundos dos respectivos Ministério das Relações Exteriores, Ministério da Economia e Banco Central. Até a criação dos Tribunais Arbitrais, o Grupo Mercado Comum foi a principal autoridade na solução de controvérsias;
- Conselho do Mercado Comum; Instituição com maior autoridade no tratado, criada para gerenciar decisões políticas e assegurar o cumprimento dos prazos estabelecidos.

A estrutura organizacional do Mercosul foi estabelecida provisoriamente no Tratado de Assunção, em seu capítulo II. Mais tarde, o Protocolo de Ouro Preto consolidou a estrutura organizacional nos seguintes órgãos: Conselho do Mercado Comum (CMC), Grupo Mercado Comum (GMC), Comissão de Comércio do Mercosul (CCM), Comissão Parlamentar Conjunta (CPC), Foro Consultivo Econômico-Social (FCES) e Secretaria Administrativa do Mercosul (SAM).
O Tratado de Assunção também decidiu que a adesão de um novo membro, para que seja efetiva, deve ser aprovada por decreto legislativo em todos os países signatários. Caso contrário, o processo de adesão será inválido.

## Protocolos complementares
Em razão da dinâmica presente no processo de integração, para adequar a estrutura do bloco às mudanças ocorridas, o Conselho do Mercado Comum anexou ao Tratado de Assunção diversos protocolos complementares ao longo do tempo. Para ter validade, após receber a assinatura dos presidentes do bloco, um protocolo geral deve ser aprovado por decreto legislativo em todos os países signatários. Ao todo, 15 protocolos receberam esta aprovação e estão em vigência:
- Protocolo de Las Leñas, 1992; Determinou que sentenças provenientes de um país signatário tenham o mesmo entendimento judicial em outro, sem a necessidade de homologação de sentença, a que estão submetidas todas as demais decisões judiciais tomadas em países de fora do bloco. No Brasil, este protocolo foi aprovado através do decreto legislativo número 55 de 19 de abril de 1995 e promulgado por meio do decreto 2 067, de 12 de novembro de 1996.[16][17]
- Protocolo de Buenos Aires sobre Jurisdição Internacional em Matéria Contratual, 1994; No Brasil, este protocolo foi aprovado pelo decreto legislativo número 129, de 5 de outubro de 1995, e promulgado através do decreto número 2.095, de 17 de dezembro de 1996.
- Protocolo de Integração Educativa e Reconhecimento de Certificados, Títulos e Estudos de Nível Primário, Médio e Técnico, 1994; No Brasil, este protocolo foi aprovado através do decreto legislativo número 101, de 3 de julho de 1995, e promulgado por meio do decreto número 2 726, de 10 de agosto de 1998.
- Protocolo de Ouro Preto, 1994; Estabeleceu estrutura institucional para o Mercosul, ampliando a participação dos parlamentos nacionais e da sociedade civil. Este foi o protocolo que deu ao Mercosul personalidade jurídica de direito internacional, tornando possível sua relação com outros países, organismos internacionais e blocos econômicos. No Brasil, este protocolo foi aprovado através do decreto legislativo número 188, de 16 de dezembro de 1995, e promulgado por meio do decreto número 1 901, de 9 de maio de 1996.[18]
- Protocolo de Medidas Cautelares, 1994; No Brasil, este protocolo foi aprovado através do decreto legislativo número 192, de 15 de dezembro de 1995 e promulgado por meio do decreto número 2 626, de 15 de junho de 1998.[19][20]
- Protocolo de Assistência Jurídica Mútua em Assuntos Penais, 1996; No Brasil, este protocolo foi aprovado através do decreto legislativo número 3, de 26 de janeiro de 2000, e promulgado por meio do decreto número 3 468, de 17 de maio de 2000.[21]
- Protocolo de São Luis em Matéria de Responsabilidade Civil Emergente de Acidentes de Trânsito entre os Estados Partes do Mercosul, 1996; No Brasil, este protocolo foi aprovado através do decreto legislativo número 259, de 15 de dezembro de 2000, e promulgado por meio do decreto número 3.856, de 3 de julho de 2001.[22]
- Protocolo de Integração Educativa para a Formação de Recursos Humanos a Nível de Pós-Graduação entre os Países Membros do Mercosul, 1996; No Brasil, este protocolo foi aprovado pelo decreto legislativo número 129, de 5 de outubro de 1995, e promulgado através do decreto número 2 095, de 17 de dezembro de 1996.
- Protocolo de Integração Cultural do Mercosul, 1996; No Brasil, este protocolo foi registrado através do decreto legislativo número 3, de 14 de janeiro de 1999, e promulgado através do decreto número 3 193, de 5 de outubro de 1999.[23]
- Protocolo de Integração Educacional para o Prosseguimento de Estudos de Pós-Graduação nas Universidades dos Países Membros do Mercosul, 1996; No Brasil, este protocolo foi aprovado através do decreto legislativo número 2, de 14 de janeiro de 1999, e promulgado por meio do decreto número 3.194, de 5 de outubro de 1999.[24]
- Protocolo de Ushuaia, 1998; No Brasil, este protocolo foi aprovado através do decreto legislativo número 452, de 14 de novembro de 2001 e promulgado através de decreto número 4.210, de 24 de abril de 2002.[25]
- Protocolo de Olivos, 2002; Aprimorou o Protocolo de Brasília mediante a criação do Tribunal Arbitral Permanente de Revisão do Mercosul. Esse tribunal passou a revisar laudos expedidos pelos Tribunais Arbitrais, em caso de contestação. Seus árbitros são nomeados por um período de dois anos, com possibilidade de prorrogação. As decisões deste tribunal têm caráter obrigatório para os Estados envolvidos nas controvérsias, não estão sujeitas a recursos ou revisões e, em relação aos países envolvidos, exercem força de juízo. No Brasil, este protocolo foi registrado através do decreto legislativo número 712, de 15 de outubro de 2003, e promulgado por meio do decreto número 4 982, de 9 de fevereiro de 2004.[26][27]
- Protocolo de Assunção sobre o Compromisso com a Promoção e Proteção dos direitos Humanos no Mercosul, 2005; No Brasil, este protocolo foi registrado através do decreto legislativo número 592, de 27 de agosto de 2009 e promulgado por meio do decreto número 7 225, de 1 de julho de 2010.[28]
- Protocolo Constitutivo do Parlamento do Mercosul, 2005; No Brasil, este protocolo foi aprovado através do decreto legislativo número 408, de 12 de setembro de 2006 e promulgado por meio do decreto número 6 105, de 30 de abril de 2007.[29]
- Protocolo de Adesão da República Bolivariana de Venezuela ao Mercosul, 2006; Protocolo válido em razão da suspensão da República do Paraguai. No Brasil, este protocolo foi registrado através do decreto legislativo número 936, de 16 de dezembro de 2009 e promulgado por meio do decreto número 3 859, de 6 de dezembro de 2012.[30]

Alguns protocolos não receberam esta aprovação e, por este motivo, são chamados de protocolos pendentes. No entanto, outros protocolos aprovados por decreto legislativo foram aprimorados posteriormente, tendo assim, sua validade revogada:
- Protocolo de Brasília, 1991; Foi revogado com a assinatura do Protocolo de Olivos em 2002. Modificou o mecanismo de controvérsias inicialmente previsto no Tratado de Assunção, disponibilizando a utilização de meios jurídicos para a solução de eventuais disputas comerciais. Estipulou a utilização do recurso de arbitragem como forma de assegurar ao comércio regional estabilidade e solidez. Definiu prazos, condições de requerer o assessoramento de especialistas, nomeação de árbitros, conteúdo dos laudos arbitrais, notificações, custeio das despesas, entre outras disposições. No Brasil, este protocolo foi registrado através do decreto legislativo número 88, de 1 de dezembro de 1992, e decreto número 922, de 10 de setembro de 1993.[31]